# Калибек Ракымбекулы
Калибек Ракымбекулы (Райымбекулы) (1908, гора Жайыр, СУАР, КНР — 16.11.1985, Салихлы, Турция) — один из руководителей национально-освободительного движения казахов в Восточном Туркестане. 
Происходит из рода жантекей племени керей.
В 1933 году участвовал в организации тайной казахской организации, за что был подвергнут штрафу в 1 миллион юаней и осуждён на 18 лет тюрьмы. В 1940—1946 прибыл в Манасский аймак, где призывал казахов к восстанию. Организовал несколько военных нападений на войска Китая, освободил Сауанский район, где в 1946 году был избран руководителем района. Правительство Восточно-Туркестанской республики удостоило его звания «Халық каһарманы». В 1947 году откочевал в предгорья Еренкабырга. Создал отряд из 600 бойцов. После переговоров с правительством Чан Кайши организовал 8 казахских военных полков. Не выдержав давления войск Восточного Туркестана, вынужден был отступить в Наньшанские горы. Здесь установил контакты с уйгурами, дунганскими генералами, консулом США в Урумчи, Пакистаном. 1 февраля 1951 года после внезапного нападения войск китайских коммунистов Калибек вместе с 200 семьями пересёк пустыню Такламакан, горы Тибета и Гималаи и в конце 1952 года прибыл в Кашмир. Через посольство США в Индии получил разрешение ООН на переселение в Турцию. 29 июля 1954 оставшиеся от 200 семей 124 человека во главе с Калибеком прибыли в Турцию.

## Семья
• Отец Ракымбек был потомственным чиновником, чья работа состояла в том, чтобы отстаивать свои права и, возможно, путем подкупа уменьшить их требования касательно налогов.
• Жёны — Хадиша и Мулия
• Дети:
Хасан Оралтай — казахский публицист, журналист, историк и исследователь. 

## Память
Сайт, посвященный Калибек Ракымбекулы, на турецком языке: https://www.alibeghakim.com/kabri.php